# 如意輪寺 (徳島市)

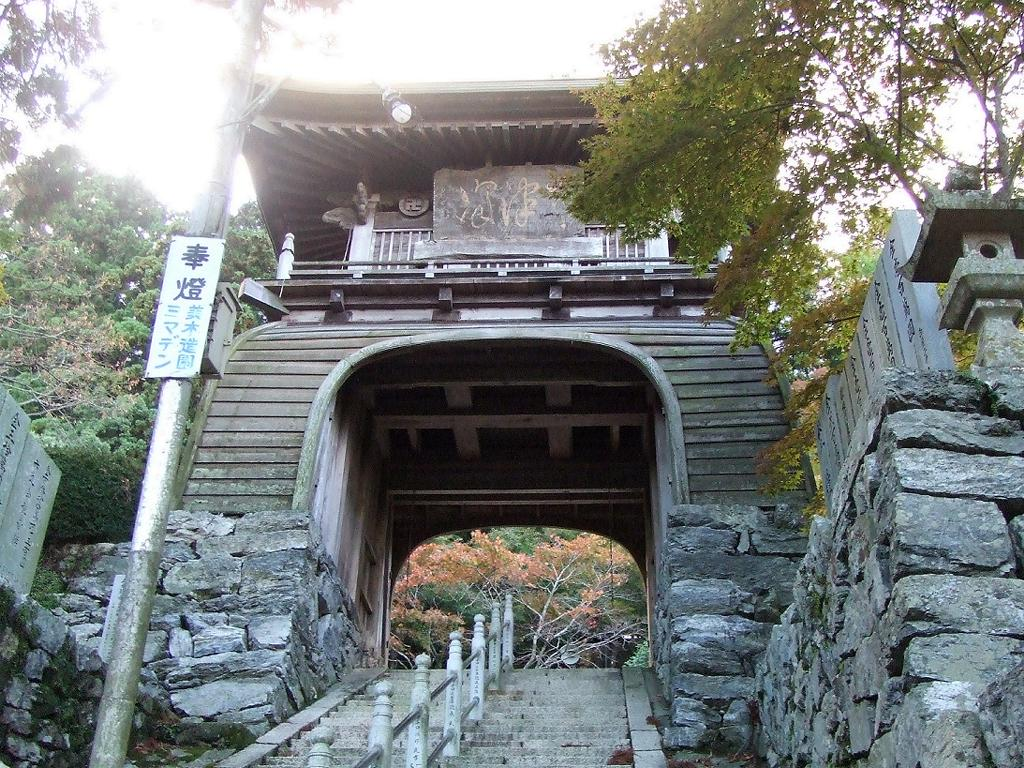
中門

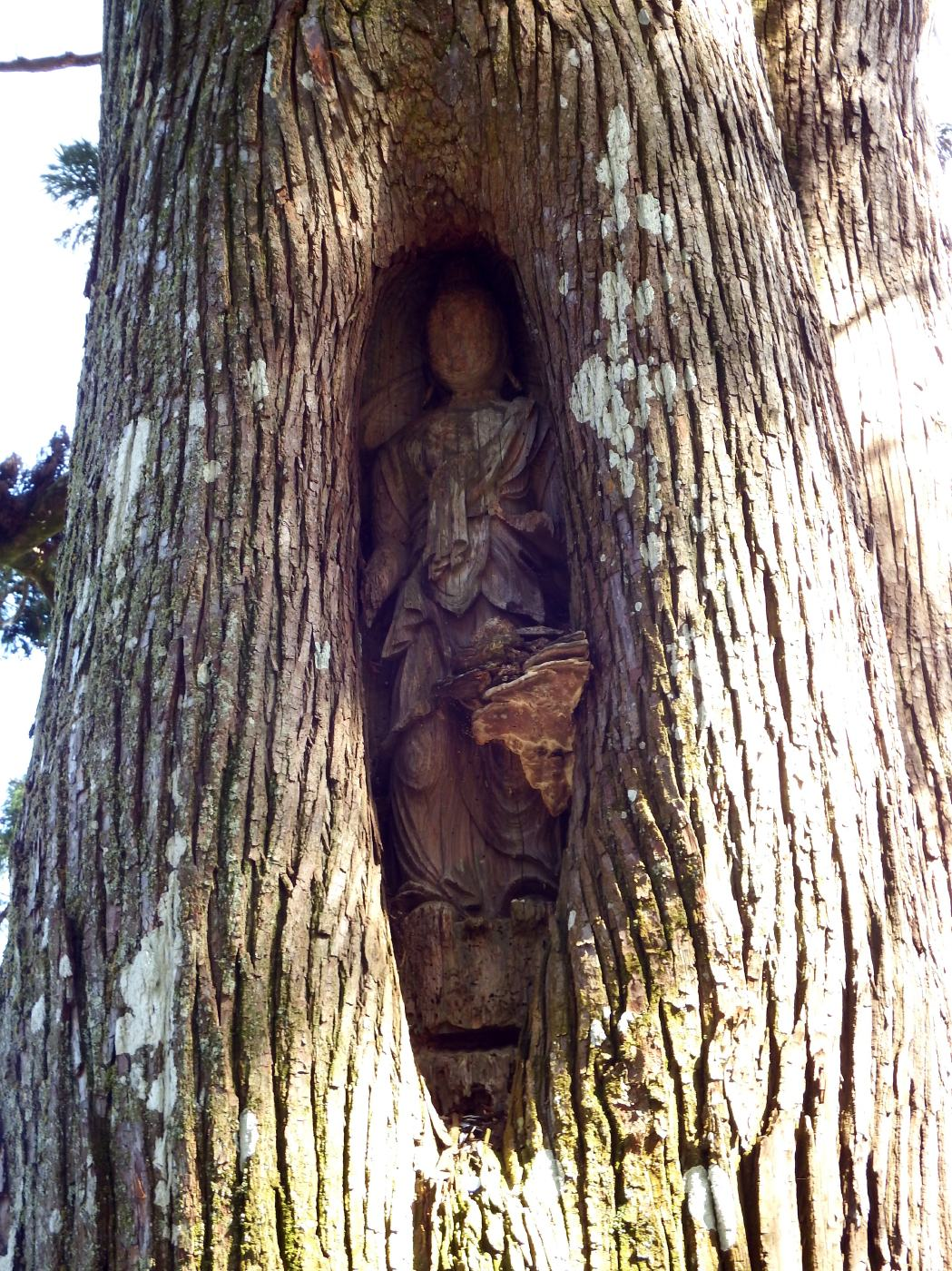
生木観音

如意輪寺（にょいりんじ）は、徳島県徳島市多家良町にある高野山真言宗の寺院。本尊は如意輪観音。別名「中津峰の観音さん」。阿波三峰のひとつ中津峰山にあることから中津峰観音と称される。
新四国曼荼羅霊場の第81番札所。阿波秩父観音霊場の第1番札所。阿波七福神霊場・大黒天。東山渓県立自然公園指定。

## 歴史
創建年は不詳。1303年（乾元2年）の日付をもつ「那賀山庄北俣那伊瀬権現託宣記」（稲飯神社文書）が、1416年（応永23年）に「勝浦庄内宮居内中津峯金剛峯寺」で書写されており、この金剛峯寺は如意輪寺のことと考えられている。
また徳島南部には空海が太龍寺山の舎心ヶ嶽・太龍寺から中津峰山の方向に北斗七星を拝して、悪星を祈り落としたという伝説が多く伝わっており、中津峰山の南麓には空海が祈り落とした悪星を封じ込めたという星の岩屋（星谷寺）がある。
そして中津峰山山頂にある天津神社と如意輪寺に祀られた総鎮守の三十八社大権現は九曜二十八宿の星々と地元の神の三十八の神々を合祀した神で、如意輪観音の本地とされている。そのため、古来より如意輪寺の位置する中津峰山が観音菩薩の居所である補陀落山に擬せられており、観音の霊場として知られていた。

## 境内
- 山門（仁王門）：寺への車道脇に最初に現れる。
- 中門
- 本堂：外部両脇に2体ずつ四天王像が拝観できる。本堂の中に納経所あり。
- 大師堂：大師像を拝観できる。
- 不動堂：不動像を拝観できる。
- 馬堂：馬像、オイセさん像（金村イセ）
- 三十八社
- 立木観音：中門に向って左脇の大木に、1914年、横山天然居士によって生木に彫られた。

県道33号からガソリンスタンドの角を曲がって中津峯山山頂に向って約6km車道を行くと突然車道脇に仁王門が現れ、さらに上がって行くと車道が大きく広くなっていて如意輪寺の石柱があり、そこが駐車場。脇の石段を少し上がると、さらに石段があり、その途中に竜宮様式の中門が、やっと上がると本堂かと思いきや本坊の段で赤い橋を渡って、さらに見上げるような石段が・・。なんとか上り切ると正面に本堂が、その右に隣接して不動堂、左手奥に大師堂がある。

## 文化財
重要文化財
- 木造如意輪観音坐像 - 漆箔・彩色、像高105.1cm、鎌倉時代。1911年（明治44年）8月9日指定。

徳島市指定有形文化財
- 木造四天王立像 - 2004年（平成16年）3月25日に指定。
- 木造弘法大師坐像 - 2021年(令和3年)8月20日に指定。延宝2年京仏師、吉野右京（のちの法橋院達)の作。東寺の国宝弘法大師坐像の模刻。右京作の模刻、弘法大師坐像は京都醍醐寺に3体と本像の合計4体が残されている。

## 前後の札所
新四国曼荼羅霊場
80番 地蔵寺 — 81番 如意輪寺 — 82番 長谷寺
阿波秩父観音霊場
34番 竹林院 — 01番 如意輪寺 — 02番 青蓮寺

## 交通
- 徳島自動車道「徳島インターチェンジ」より車で約50分。
- JR「徳島駅」より車で約40分。